# Demonax rosae
Demonax rosae är en skalbaggsart som beskrevs av Holzschuh 1983. Demonax rosae ingår i släktet Demonax och familjen långhorningar.
Artens utbredningsområde är Nepal. Inga underarter finns listade i Catalogue of Life.